# دهستان بکشلوچای
بکشلوچای، دهستانی است از توابع بخش مرکزی شهرستان ارومیه در استان آذربایجان غربی ایران.

## جمعیت
براساس سرشماری مرکز آمار ایران در سال ۱۳۹۵، جمعیت این دهستان برابر با ۳۴٬۶۸۳ نفر (۸٬۸۹۰ خانوار) بوده‌ است. 